# بلانش سويت
سارة بلانش سويت (بالإنجليزية: Blanche Sweet)‏ (18 يونيو 1896  - 6 سبتمبر 1986) ممثلة أمريكية للأفلام السينمائية الصامتة، بدأت مسيرتها الفنية في الأيام الأولى لصناعة الأفلام السينمائية في هوليوود.

## الحياة الشخصية
ولدت سارة بلانش سويت في عائلة فنية كوميدية، واقتحمت عالم السينما مبكرا، وذلك في سن الثالثة عشر، تحديدا سنة 1909 حيث كانت قد وقعت عقدا مع ديفيد غريفيث، ولعيت دورا ثانويا في فيلم رجل مع ثلاث زوجات.
أول أدوارها الرئيسية، كان فيلم سينمائي صامت، حيث لعبت دور مراسلة تلغرافية شجاعة تقف في وجه أعدائها. بعد ذلك عملت مع سيسيل بي. ديميل في فيلم the warrens of virginia وذلك سنة 1915. في نهاية سنة 1910 كانت سويت قد شاركت في مئات الأفلام الصامتة مع عدد كبير ومختلف من المخرجين.
في سنوات 1920، حصلت على دور مهم في فيلم آنا كريستي (بالإنجليزية: Anna Christie)‏ والذي أُخرج سنة 1923، هذا الدور الذي تم إعادة تمثيله في سينما ناطقة من طرف الممثلة السويدية غريتا غاربو وذلك سنة 1930. ثم شاركت في فيلم تيس أوڤ ذي ديربيرڤلز سنة 1923 للمخرج مارشال نيلان، والذي تزوجت به لاحقا، استمر هذا الزواج لحد سنة 1929.
مسيرتها السنمائية توقفت عند ذخول السينما الناطقة، وكانت قد عرفت الممثلة نجاحا كبيرا في برودواي سنة 1935 يسبب أفلامها، وفي نفس السنة تزوجت للمرة الثانية لكن هذه المرة من ريموند هاكيت وبقيت زوجته إلى أن فارقَ الحياة سنة 1958، ولها نجمة خاصة بها في ممر الشهرة في هوليوود في شارع 1751 فين ستريت.

## وفاتها
توفيت سويت في مدينة نيويورك بسبب سكتة في 6 سبتمبر 1986، وكان ذلك بعد بضعة أسابيع فقط من احتفالها بعيد ميلادها التسعين.

## معرض الصور

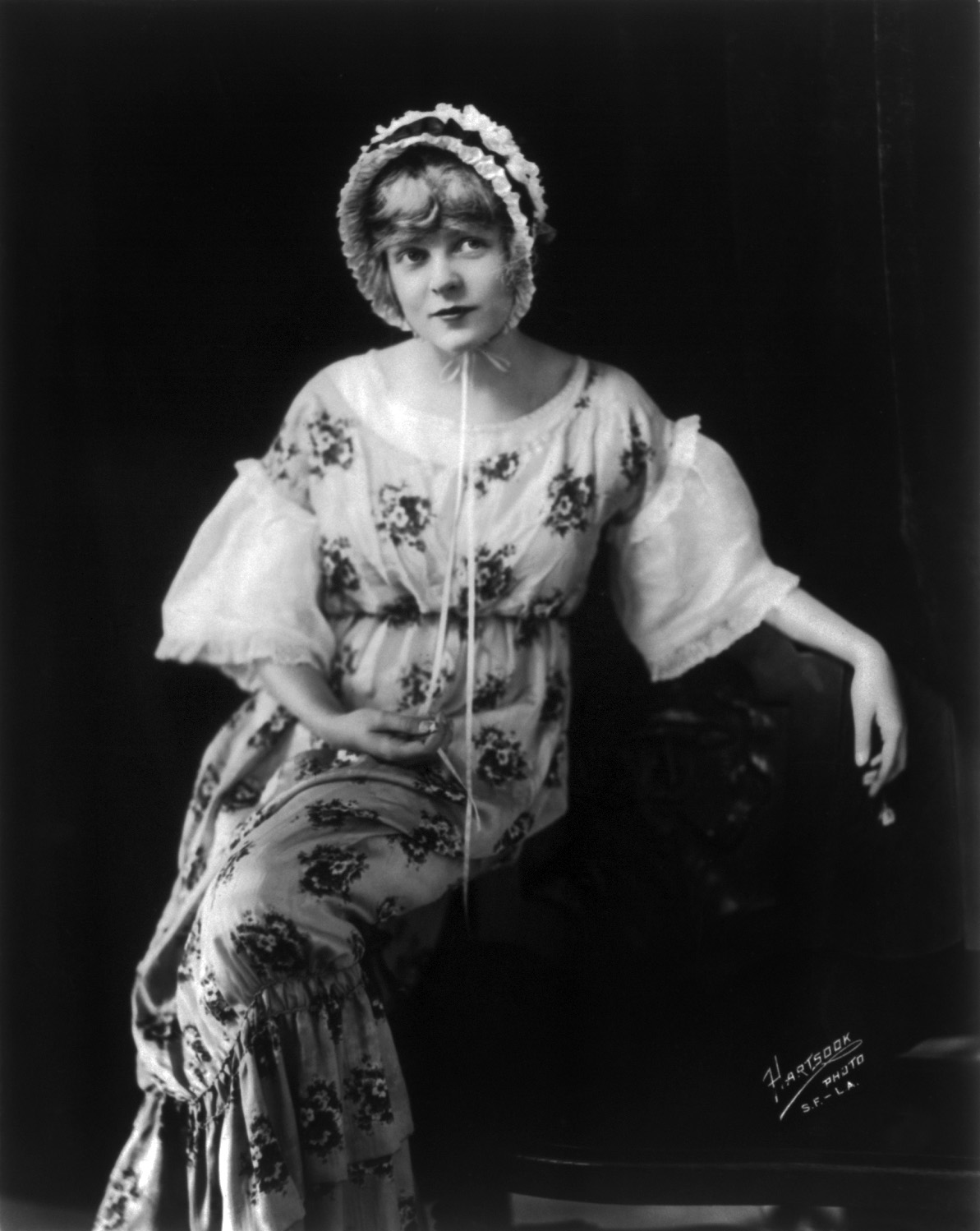
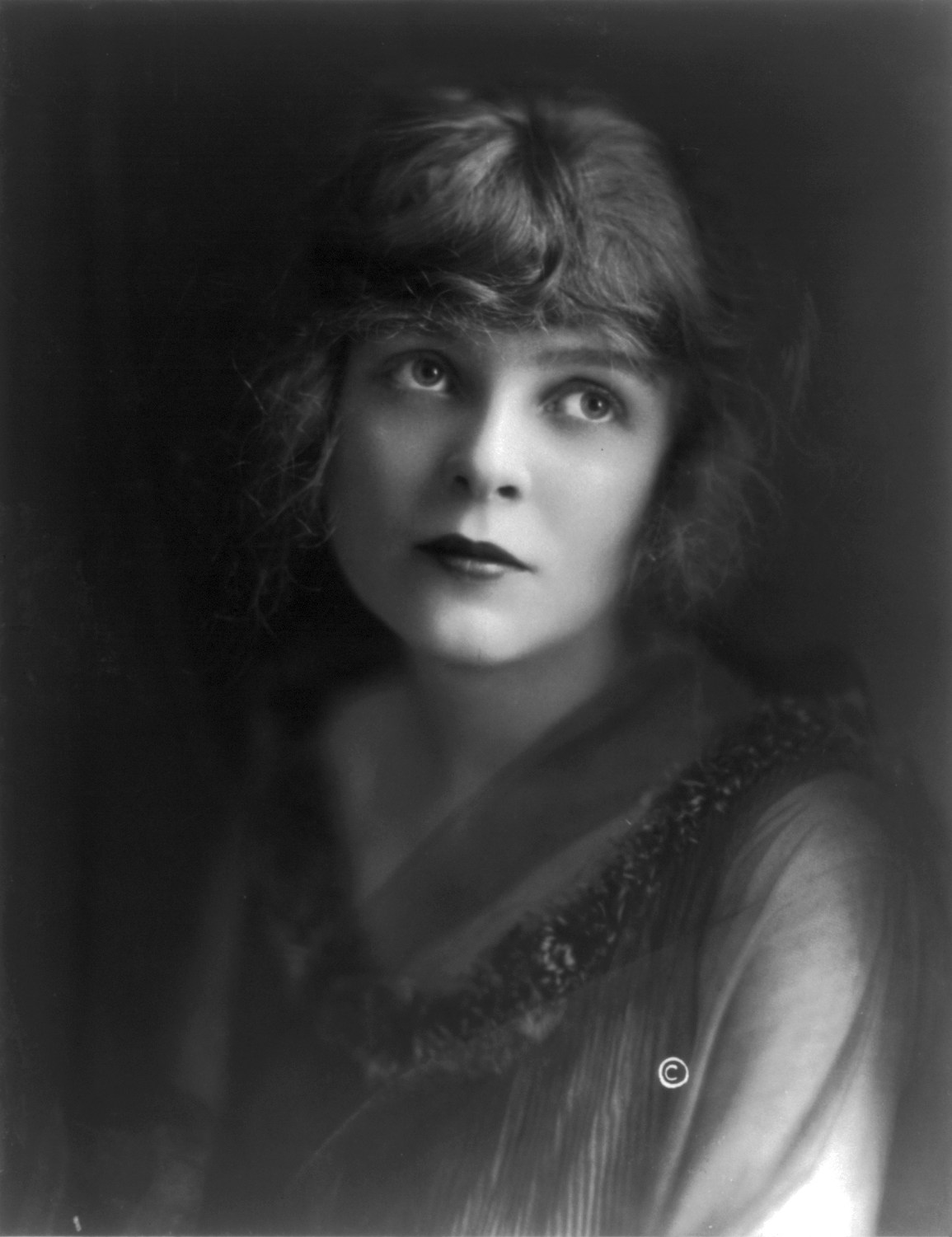

## روابط خارجية
- بلانش سويت على موقع IMDb (الإنجليزية)
- بلانش سويت على موقع ألو سيني (الفرنسية)
- بلانش سويت على موقع تيرنر كلاسيك موفيز (الإنجليزية)
- بلانش سويت على موقع أول موفي (الإنجليزية)
- بلانش سويت على موقع قاعدة بيانات برودواي على الإنترنت (الإنجليزية)
- بلانش سويت على موقع قاعدة بيانات الأفلام السويدية (السويدية)
- بلانش سويت على موقع قاعدة بيانات الفيلم (الإنجليزية)
- بلانش سويت على موقع كينوبويسك (الروسية)
- Blanche Sweet at Golden Silents
- Some contemporary interviews with Blanche Sweet
- بلانش سويت على موقع فايند أغريف
- Blanche Sweet at New York Public Library, B. Rose Collection
- Photographs and literature on Blanche Sweet